# Megumi Field
Megumi Field (Wilmington, 15 de outubro de 2005) é uma nadadora artística estadunidense.

## Carreira
Field começou a nadar sincronizado quando tinha cinco anos de idade. Em 2010, Field e sua mãe Naomi se mudaram de Wilmington, Delaware para Cerritos, Califórnia, para que ela pudesse treinar na Universidade da Califórnia em Los Angeles. Field ganhou três medalhas de prata nos Jogos Pan-Americanos Júnior em 2021.
Nos Jogos Olímpicos de Verão de 2024, em Paris, conquistou a medalha de prata na competição por equipes na natação artística, ao lado de Anita Alvarez, Jaime Czarkowski, Keana Hunter, Audrey Kwon, Jacklyn Luu, Daniella Ramirez e Ruby Remati.